# Teatro Grandinetti
Il teatro Grandinetti è un teatro di Lamezia Terme.

## Storia
Costruito a partire dal 1935 dall'imprenditore Francesco Grandinetti, il teatro venne inaugurato il 6 gennaio 1946.
Nel 2010 è stato acquisito dal Comune di Lamezia Terme che lo ha ristrutturato e riaperto al pubblico.
Nello stesso anno è inaugurata sulla facciata principale dell'antico teatro la statua bronzea di Giangiurgolo, personaggio del teatro calabrese, realizzata dall'artista Maurizio Carnevali.

Nel 2014 è andata in scena l'opera teatrale Vacantiandu, finita nell'aprile 2015.
Con il film Romeo and Juliet, girato dal regista lametino Carlo Carlei conosciuto anche a livello nazionale, viene inaugurato il cinema nella città di Lamezia Terme nel 2015.
È stato mandato il film l'afide e la formica